# حسن القويسني
حسن بن درويش بن عبد الله بن مطاوع القُوَيْسِني، برهان الدين (توفي 1254 هـ / 1838 م) هو عالم دين، من أهل مصر.
نسبته إلى قويسنا التي ولد فيها. كان شيخ الأزهر لأربع سنين (1250 هـ - 1254 هـ / 1834م - 1838م).
من آثاره رسالة في المواريث و«سند القويسني».